# Mycalesis buea
Mycalesis buea är en fjärilsart som beskrevs av Embrik Strand 1911. Mycalesis buea ingår i släktet Mycalesis och familjen praktfjärilar. Inga underarter finns listade i Catalogue of Life.